# Aetomylaeus vespertilio
Aetomylaeus vespertilio — вид хрящевых рыб семейства орляковых скатов отряда хвостоколообразных надотряда скатов. Они обитают в тропических водах водах Индийского и северо-западной и западной части Тихого океана. Встречаются на глубине до 110 м. Максимальная зарегистрированная длина 240 см. Грудные плавники этих скатов срастаются с головой, образуя ромбовидный диск, ширина которого превосходит длину. Характерная форма плоского рыла напоминает утиный нос. Тонкий хвост намного длиннее диска. Окраска дорсальной поверхности диска сероватого цвета с многочисленными отметинами,  образующими причудливый узор.
Подобно прочим хвостоколообразным пятнистые летучие скаты размножаются яйцеживорождением.  Эмбрионы развиваются в утробе матери, питаясь желтком и гистотрофом. Представляют незначительный интерес для коммерческого промысла. Мясо используют в пищу. 

## Таксономия и филогенез
Впервые вид был научно описан в 1852 году. Видовой эпитет происходит от слова лат. ornatus — «богато украшеный», «витиеватый».

## Ареал и места обитания
Aetomylaeus vespertilio обитают в прибрежных водах восточной части Индийского океана и в северо-западной и западной части Тихого океана у берегов Австралии (Северная Территория, Квинсленд, Западная Австралия), Китая, Индии, Индонезии, Малайзии, Мальдивских островов, Мозамбика, Тайваня и Таиланда. Эти скаты встречаются на внешней части континентального шельфа на глубине до 110 м. Предпочитают мягкое дно.

## Описание
Грудные плавники этих скатов срастаются с головой, образуя ромбовидный плоский диск, ширина которого превышает длину, края плавников имеют форму заострённых («крыльев»). Характерная форма треугольного плоского рыла, образованного сросшимися передними краями грудных плавников, напоминает утиный нос. Голова широкая и удлинённая. Кнутовидный хвост намного длиннее диска. Позади глаз расположены брызгальца. На вентральной поверхности диска имеются 5 пар жаберных щелей, рот и ноздри. Окраска дорсальной поверхности диска сероватого цвета с многочисленными отметинами, образующими причудливый узор. Максимальная зарегистрированная длина 240 см. Ядовитые шипы на хвосте отсутствуют.

## Биология
Подобно прочим хвостоколообразным Aetomylaeus vespertilio относятся к яйцеживородящим рыбам. Эмбрионы развиваются в утробе матери, питаясь желтком и гистотрофом. В помёте до 4 новорождённых. Численность помёта, вероятно, невелика. На них паразитируют моногенеи Malalophus jensenae, цестоды Aberrapex weipaensis, Collicocephalus baggio, Prochristianella butlerae и Rexapex nanus и разные виды рачков.

## Взаимодействие с человеком
Aetomylaeus vespertilio не являются объектом целевого лова, но попадаются в качестве прилова при коммерческом промысле с помощью тралов, жаберных и трёхстенных сетей, который активно ведётся по всему ареалу. В Таиланде и Малайзии их мясо встречается в продаже, его употребляют в пищу. В Сиамском заливе в последнее время встречаются крайне редко. Вид страдает от перелова и ухудшения условий среды обитания. Международный союз охраны природы присвоил этому виду статус сохранности «Вымирающий».